# 格利斯峰
46°17′1.6″N 7°59′29.4″E / 46.283778°N 7.991500°E

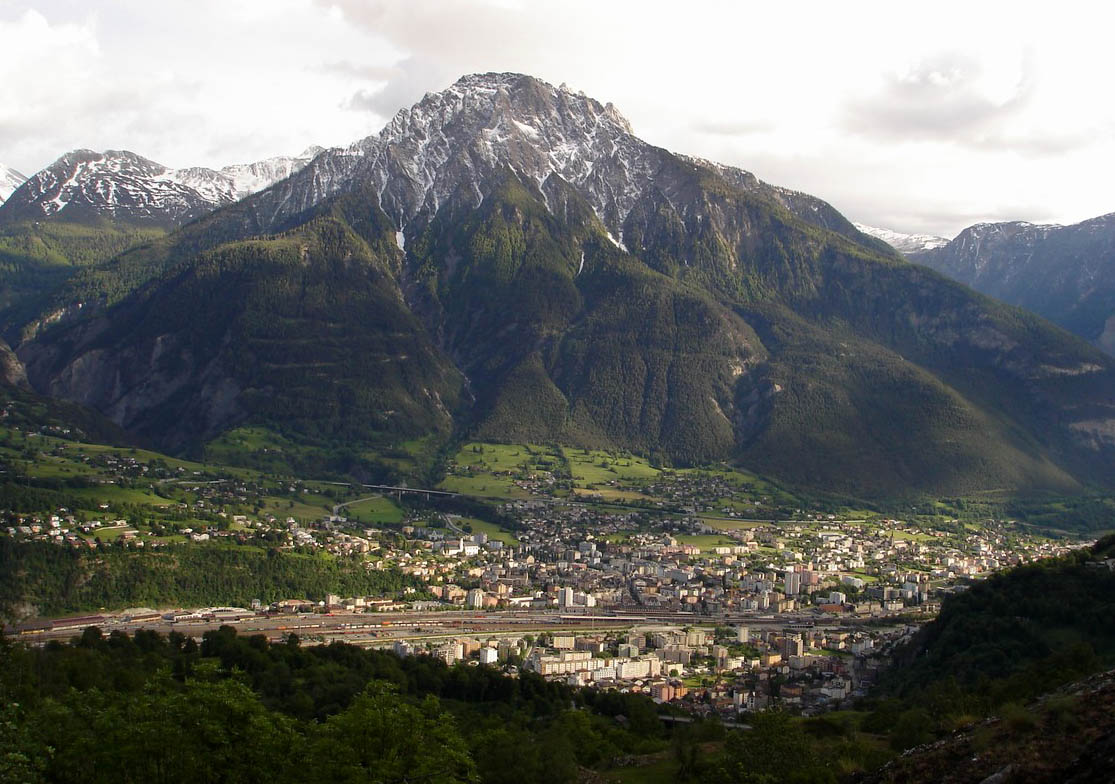

格利斯峰（Glishorn），是瑞士的山峰，位於該國南部，由瓦萊州負責管轄，屬於本寧阿爾卑斯山脈的一部分，海拔高度2,525米，每年平均降雨量2,221毫米。